# Pigen i skabet
|  | Denne artikel er oprettet af botten PalnaBot ud fra en ekstern database. Den kan derfor have sproglige fejl eller mangler. Denne skabelon kan fjernes efter kontrol af indholdet. |

Pigen i skabet er en kortfilm instrueret af Hanne Larsen, Hanne Larsen efter manuskript af Hanne Larsen, Hanne Larsen.